# ヤロミール・ヴェイヴォダ
ヤロミール・ヴェイヴォダ（チェコ語: Jaromír Vejvoda, 1902年3月28日 、オーストリア＝ハンガリー帝国、ボヘミア王国ズブラスラフ - 1988年11月13日 同地）はチェコの作曲家。『ビヤ樽ポルカ』の作者として知られる。

## 経歴
父親が率いる楽隊でフィドルやフリューゲルホルンの演奏を覚え、後に軍楽隊でこれらの楽器を演奏した。1920年代に、岳父が経営するパブでバーテンダーとして働いている時に作曲を始め、1929年に「モドジャニーのポルカ」（Modřanská polka）を作曲。「モドジャニー」（Modřany）とは、初演地にちなんでいる。この曲が旋律の覚えやすさからヒットすると、ヴェイヴォダは音楽活動を生業として追求することが可能になった。

## 作曲作品
1934年には「モドジャニーのポルカ」がチェコ語の歌詞付きで「失われた恋」（Škoda lásky）として出版され、さらに出版社・シャピロ＝バーンスタインが、第2次世界大戦の直前に「樽のお庫出しだ（Roll out the barrel...）」に始まる英語歌詞を付けて出版すると、「ビヤ樽ポルカ」として西側および連合国側で最もポピュラーな歌になった。但しチェコ語の歌詞はこれとはまったく異なっており、ビールについては何も触れていない。戦後になると世界的に有名な楽曲となり、ドイツ語圏では、「ロザムンデ・ポルカ（Rosamunde-Polka）」の愛称が付けられた。
日本では「ビヤ樽ポルカ」として藤山一郎が藤浦洸の日本語詞で歌い、戦後はNHKの番組『歌のメリーゴーラウンド』で同じく「ビヤ樽ポルカ」として歌われ（但し歌詞は藤山一郎が歌ったものとは異なる）、NHKの番組『みんなのうた』では峯陽の日本語詞による「青空のポルカ」として歌われた。
ヴェイヴォダはほかにもヒット作を連発したが、国外やドイツ語圏の外で「ビヤ樽ポルカ」と並ぶ人気にはならなかった。

## 家族・親族
ヴェイヴォダの子供のうち、息子のヨセフは家業を継いでバンドリーダーとなり、ヨセフの娘のズザナ・ヴェイヴォドヴァーは舞台女優となった。